# Sielsowiet Żuchowicze
Sielsowiet Żuchowicze (biał. Жухавіцкі сельсавет, ros. Жуховичский сельсовет) – sielsowiet na Białorusi, w obwodzie grodzieńskim, w rejonie korelickim, z siedzibą w Wielkich Żuchowiczach.

## Miejscowości
- agromiasteczko:
  - Wielkie Żuchowicze
- wsie:
  - Burdziewicze
  - Cerebostyń
  - Jurewicze
  - Kożewo
  - Lemniki
  - Małe Żuchowicze
  - Niehnicze
  - Piaseczno
  - Raduń
  - Troszczyce
  - Usza